# 西浜駅
西浜駅（にしはまえき）は、兵庫県赤穂市折方にある日本貨物鉄道（JR貨物）赤穂線の貨物駅である。赤穂線に属する唯一の貨物駅である。

## 歴史
- 1966年（昭和41年）10月1日：同年9月に操業を開始した住友大阪セメント赤穂工場の専用線の分岐点として、播州赤穂駅 - 天和駅間に西浜信号場開設[1]。駅では無いが、貨物の取扱を開始[1]。
- 1972年（昭和47年）6月：三菱電機専用線が開通。
- 1987年（昭和62年）
  - 3月31日：駅に格上げ、西浜駅となる[1]。
  - 4月1日：国鉄分割民営化により日本貨物鉄道（JR貨物）の駅となる[1]。
- 1995年（平成7年）3月30日：住友大阪セメント赤穂工場が鉄道輸送を廃止。

## 駅概要
当駅周辺で赤穂線のルート変更がなされている（旧ルートは現ルートよりも南側だった）。その頃の航空写真から、当駅の開業と同時にルート変更が行われたと思われる。なお、現在の航空写真から、旧ルートの名残は全くない。
本線北側には構内側線が広がっていたが、2007年（平成19年）を皮切りにその多くが撤去され、現在は本線と副本線各1線のみが残存している。残りの線路は本線とは接続されておらず、副本線には両方向に出発信号機があるものの、貨物列車が旅客列車を待避する場合のみ使用されるため、線路は錆び付いている。また、非電化であるうえ枕木と枕木の間に木が生えている箇所もあり、使用する場合は線路の整備が必要となる。
駅西側の天和駅付近からは三菱電機の工場へと延びる専用線が分岐しており、工場で製造された変圧器を輸送する際に大物車を使用した特大貨物輸送列車が不定期に運行される。
かつては駅北側の住友大阪セメント赤穂工場への専用線も存在したが、1995年（平成7年）3月30日に廃止されている。

## 駅周辺
- 赤穂港
- 住友大阪セメント 赤穂工場
- カンペ赤穂（関西ペイント子会社の塗料工場）
- 三菱電機系統変電システム製作所・電力システム製作所

## 隣の駅
西日本旅客鉄道（JR西日本）
赤穂線
播州赤穂駅 - 西浜駅 - 天和駅